# Campiglossa menyuanana
Campiglossa menyuanana är en tvåvingeart som beskrevs av Wang 1996. Campiglossa menyuanana ingår i släktet Campiglossa och familjen borrflugor. Inga underarter finns listade.